# Не обычай дёгтем щи белить, на то сметана
«Не обы́чай дёгтем щи бели́ть, на то смета́на» — эссе Александра Солженицына, посвящённое вопросам русского языка и опубликованное в «Литературной газете» 4 ноября 1965 года; по-английски — в 11-м номере Russian Literature Triquarterly зимой 1975 года. Единственная газетная публикация Солженицына в СССР, не считая статьи «Как нам обустроить Россию», опубликованной четверть века спустя, уже во время перестройки.

## История создания
Эссе написано в форме полемики со статьёй «Заметки о стилистике» академика В. В. Виноградова, напечатанной в той же «Литературной газете». В частности, по словам Солженицына, «Заметки о стилистике» «угнетают наше чувство языка, затемняют предмет, вместо того, чтобы его разъяснить, горчат там, где надо сдобрить». В названии эссе использована русская пословица, упоминаемая в «Толковом словаре живого великорусского языка» Владимира Даля.
Статья создавалась в трудный для писателя период, когда его произведения перестали издавать, а КГБ конфисковал его архив (сентябрь 1965 года). Позже в воспоминаниях «Бодался телёнок с дубом» Солженицын так охарактеризовал эту статью:

…Всё-таки начал я действовать. Как теперь видно — неправильно. Действовать несообразно своему общему стилю и своему вкусу. Я спешил как-нибудь заявить о себе — и для этого придрался к путаной статье академика Виноградова в «Литературной газете». У меня, правда, давно собирался материал о языке художественной литературы, но тут я скомкал его, дал поспешно, поверхностно, неубедительно, да ещё в резкой дискутивной форме, да ещё в виде газетной статьи, от которых так зарекался. (Да ещё утая главную мысль: что более всех испортили русский язык социалисты в своих неряшливых брошюрах и особенно — Ленин.) Всего-то и вышло из этой статейки, что я крикнул госбезопасности: «вот — живу и печатаюсь, и вас не боюсь!»